# Ищук, Андрей Георгиевич
Андрей Георгиевич Ищук (род. 28 августа 1960, город Куйбышев) — российский  промышленник и политический деятель, президент-председатель совета директоров промышленного холдинга буровых долот «ВБМ-Групп» ОАО Волгабурмаш (1994—2008), сенатор Совета Федерации от Рязанской области (2004—2005), от Самарской области (2005—2007), Заслуженный машиностроитель Российской Федерации (2001), с 2008 года проживает в Праге (Чехия).

## Биография
Отец был военным лётчиком истребителя, начальником командного пункта дивизии ПВО, мать была художником-оформителем на заводе.
В 1982 году окончил Куйбышевский политехнический институт, по специальности инженер-металлург, по распределению направлен на ПО «Куйбышевбурмаш» (ныне ОАО Волгабурмаш) на котором работал наладчиком 4-го разряда, технологом, секретарём заводского комитета комсомола, начальником лаборатории и технического бюро. В 1987—1991 годах — главный металлург ПО «Куйбышевнефтемаш»
В 1990—1994 годах в период перестройки и либеральных реформ занимался кооперативной (предпринимательской) деятельностью, в г. Отрадный, при заводе «Куйбышевнефтемаш» Ищук организовал кооператив по производству металлоконструкций — используя заводские ресурсы госпредприятия в собственном бизнесе. В дальнейшем приватизирует 40 % акций завода минераловатных изделий по производству утеплителей и сэндвич-панелей получившего название ОАО Термостепс-МТЛ. В районе стадиона «Динамо» в Самаре был владельцем автосервиса и автосалона Ford .
В 1994 году на чековых аукционах приватизировал государственное ПО «Куйбышевбурмаш» в акционерное общество ОАО «Волгабурмаш» — возглавив его в должности председателя совет директоров, впоследствии став президентом промышленного холдинга буровых долот «ВБМ-Групп», ставшего впоследствии головным предприятием одноимённого холдинга «Волгабурмаш-МТЛ» (в холдинг входит 15 предприятий из России, с Украины и из Армении; оборот этой группы компаний превышает 200 млн долл).
Является владельцем строительных предприятий и развлекательных комплексов в США, Австралии и Чехии.
В 2004—2005 годах был сенатором Совета Федерации от Рязанской области — был назначен по инициативе губернатора Рязанской области Г. И. Шпак с которым Ищука связывали дружеские отношения.
2005—2007 год сенатор Совета Федерации от Самарской области, заместитель председателя комитета по делам СНГ, член комиссии по делам молодёжи и спорту, член комиссии по естественным монополиям. В 2007 году досрочно прекратил полномочия, место которое в Совете Федерации занял бывший губернатор К. А. Титов.
В 2006 году на выборах главы городского округа Самара поддерживал оппонента Виктора Тархова избранного мэром Самары, за что впоследствии после выборов был исключен из регионального политсовета Единой России и отозван из Совета Федерации.
В 2006—2008 годах являлся генеральным спонсором женского баскетбольного клуба ЦСКА
В 2003—2008 годах владел универсальным спортивным комплексом «МТЛ-Арена», сетью фитнес клубов «Планета Фитнес»
В 2008 продал свои активы «ВБМ-групп» Сергею Мамедову и уехал на пмж в Прагу (Чехия). Под управлением ряда офшорных компаний является бенефициаром ОАО «Русский осётр», рыбоводческие заводы которого расположены в Калужской, Рязанской области.
В 2012—2015 годах генеральный директор ОАО «Универсальное бурение»..
В 2018 году Арбитражный суд Самарской области признал Андрея Ищука банкротом. Проживает в Праге (Чехия).

## Личная жизнь
Супруга Ирина, две дочери.

## Награды
- Орден «За заслуги» III степени (Украина, 19 августа 2006 года) — за весомый личный вклад в развитие международного сотрудничества, укрепление авторитета и положительного имиджа Украины в мире, популяризацию её исторических и современных достижений[17]
- Заслуженный машиностроитель Российской Федерации (15 октября 2001 года) — за большой вклад в развитие машиностроения, высокие достижения в производственной деятельности и многолетний добросовестный труд[18]